# Musse Pigg och hans galna hund
Musse Pigg och hans galna hund (engelska: The Mad Dog) är en amerikansk animerad kortfilm med Musse Pigg från 1932.

## Handling
Pluto är nybadad och råkar svälja en tvål, vilket leder till att folk på gatan tror att Pluto är rabiat. När hundfångaren Svarte Petter försöker skjuta Pluto bestämmer sig Musse Pigg för att rädda sin hund.

## Om filmen
Filmen är den 39:e Musse Pigg-kortfilmen som producerades och den tredje som lanserades år 1932.
Filmen hade svensk premiär den 20 november 1933 på Biograf London i Stockholm som del av ett kortfilmsprogram.

## Rollista
- Walt Disney – Musse Pigg, Svarte Petter
- Pinto Colvig – Pluto, Klarabella, get
- Purv Pullen – Petters katt, fångade hundar[5]